# Bryan Talbot
Bryan Talbot (* 24. února 1952 ve Spojeném království) je považován za zakladatele formátu román v obrazech a za kmotra moderního britského undergroundového komiksu.
Jeho první kresby se objevily v časopisu British Tolkien Society (Britské tolkienovské společnosti) Mallorn v roce 1969. Tehdy spolupracoval se spolužákem Bonkem na týdenním stripu pro vysokoškolské noviny. Po absolutoriu pracoval dál pro undergroundová vydavatelství a pro Alchemy Press vytvořil komiks Brainstorm. První tři čísla tvořila trilogie Chester P. Hackenbush. Hackenbushe se pak chopil Alan Moore a poameričtil ho, čímž vznikl Chester Williams v sérii Swamp Thing nakladatelství DC, kde se objevuje dodnes.
V roce 1978 Talbot začal tvořit epickou ságu Dobrodružství Luthera Arkwrighta. Ta v sobě spojuje science fiction, historii, špionáž a nadpřirozeno. Je vyprávěna experimentální vypravěčskou technikou, vyhýbá se zvukovým efektům, pohybovým stopám a bublinám s myšlenkami hrdinů. K jeho vlivu se hlásí Alan Moore, Garth Ennis, Grant Morrison, Steve Bissette, Neil Gaiman, Michael Zulli a Rick Veitch. Luther Arkwrighht se stal prvním románem v obrazech určeným dospělým čtenářům. Dílo vznikalo deset let a jeho definitivní podoba vznikla až v roce 2005 po digitální rekonstrukci v České republice. V knize Art Of Bryan Talbot (vydavatelství NBM, New York 2007) je české vydání označeno jako absolutně nejlepší.
Jeho dalším románem v obrazech je Pohádka o zlobivé kryse, která získala Eisner Award, cenu Comic Creators’ Guild, dvě Comic Art Award, dvě americké Comic Buyers’ Guide Don Thomson Award a Internet Comic Award za nejlepší román v obrazech. Ve Španělsku získala cenu Haxtur, ve Švédsku Unghunden a v Kanadě.
B3d3lys D3couverte a objevila se na každoročním seznamu doporučeného čtiva New York Times. Byla nominován i na British Library Award, The National Cartoonists’ Society of America’s Rueben Award a Harvey Award. Používá ji řada škol, univerzit a center pro zneužívané děti v Británii i Americe.
Ve svém třetím románu v obrazech Srdce Impéria se Talbot opět vrátil k postavě Luthera Arkwrighta. Román vyšel v roce 2001 a získal cenu Eagle Award a byl nominován na dvě Eisner Award. V České republice vyšel v roce 2006.
V roce 1983 začal Bryan Talbot pracovat pro 2000AD. Ve spolupráci se spisovatelem Patem Millsem vydal tři knihy ze série Nemesis the Warlock. Série získala Eagle Award za nejlepší román v obrazech a postava Torquemady dostala cenu za „nejoblíbenějšího padoucha“ tři roky po sobě.
Čtyři roky Talbot pracoval pro americkou společnost DC Comics na titulech jako Hellblazer (s Jamiem Delanem), Sandman (s Neilem Gaimanem), Batman a dvousetstránkové sérii The Nazz (s Tomem Veitchem). The Sandman Special č. 1 byl nominován na Harvey Award. Jeho dvoudílný příběh o Batmanovi pro Legends of the Dark Knight byl nominován na dvě Eisner Awards.

Jeho zatím posledním vydaným samostatným dílem je kniha Alice in Sunderland, ve které na pozadí příběhu o Alence ukazuje historii a současnost kraje Sunderland.
Měl samostatné výstavy komiksových děl v Lancashire, Toskánsku, Londýně a New Yorku a je častým hostem mezinárodních komiksových festivalů. Jeho komiksy vyšly v Itálii, Španělsku, Německu, Brazílii, Francii, Dánsku, Finsku a v České republice.
V Adult Comics Rogera Sabina (Routledge 1993) je označen za jednoho ze zakladatelů formátu román v obrazech.